# Michael Jackson's Moonwalker
Michael Jackson's Moonwalker (マイケル ジャクソンズ ムーンウォーカー Maikeru Jakusonzu Mūnwōkā?) es una franquicia de varios videojuegos basado en la película del mismo nombre creado por U.S. Gold y Sega en 1989 y 1990 que incorporan el personaje propio de Michael Jackson y fueron codesarrollado por él mismo. La versión arcade, consola y de computadora difieren en cuanto a jugabilidad, pero la historia y el concepto se mantienen constantes. La historia, que se toma de la película Moonwalker, siguiendo a Michael, utilizando la música y la danza con diversas habilidades relacionadas, en una búsqueda para salvar a los niños secuestrados de las manos del maligno "Mr. Big". Los juegos incorporados sintetizan versiones de éxitos del músico, como "Beat It" y "Smooth Criminal". Los juegos han alcanzado estatus de culto y se les recuerda por ser un punto memorable en el cambio de Jackson a un personaje de la etapa diferente de "Thriller", a "Bad".

## Versiones para computadoras domésticas
Se publicaron versiones del juego para las populares computadoras domésticas de 8 y 16 bits de la época. Fueron desarrolladas por dos pequeños productores, Irish Emerald Software Ltd. y American Keypunch Software y publicadas por la compañía británica U.S. Gold. Las versiones para computadoras domésticas son los únicos juegos que hacen referencia a las partes iniciales de la película.

## Versión arcade
Este juego es un beat 'em up en vista 3D isométrica. Juego donde se controlan hasta tres Michael Jackson.

## Versiones para consola
Se lanzaron versiones del juego para Mega Drive y Master System aunque la jugabilidad era completamente diferente de la versión arcade. En el juego, el jugador maneja a la estrella del pop en un intento de salvar a todos los niños que habían sido secuestrados por Mr. Big.